# Honor Rising: Japan (2017)
Honor Rising: Japan 2017 fue la segunda edición de Honor Rising: Japan, un evento pago por visión de lucha libre profesional producido por la New Japan Pro-Wrestling y Ring of Honor. Tuvo lugar el 26 de febrero y 27 de febrero de 2017 desde el Korakuen Hall en Tokio, Japón.
Esta sería la segunda edición consecutiva del evento en ser realizada en la Korakuen Hall después del año anterior 2016, y la segunda en realizarse en Tokio, Japón.

## Producción
El 21 de agosto de 2015, en un show de Ring of Honor (ROH) en Filadelfia, Pensilvania, el jefe de operaciones de ROH, Joe Koff, el embajador Cary Silkin y la figura de autoridad en pantalla Nigel McGuinness se unieron al presidente de New Japan Pro-Wrestling (NJPW) Naoki Sugabayashi y el árbitro Tiger Hattori por un anuncio sobre la continuación de una relación de trabajo entre las dos empresas.

## Antecedentes
El 3 de febrero de 2017, NJPW anunció a los luchadores de ROH que participaron en los eventos; Campeón Mundial de ROH Adam Cole, Campeonato Mundial en Parejas de ROH The Young Bucks (Matt Jackson & Nick Jackson), The Briscoe Brothers (Jay Briscoe & Mark Briscoe), Dalton Castle, Delirious, Hangman Page, Jay Lethal, Punisher Martinez, Silas Young y War Machine (Hanson y Raymond Rowe). Para Martínez y Young, los shows marcarían sus primeras apariciones en NJPW. También se anunciaron los eventos como Cody y Kenny Omega, el primero hizo su primera aparición en NJPW desde Wrestle Kingdom 11 en el Tokyo Dome y el último regresó a NJPW después de una breve pausa, que comenzó el 5 de enero de 2017. NJPW Los luchadores anunciados para la gira incluyen Bad Luck Fale, Juice Robinson, Tama Tonga, Tanga Loa y Will Ospreay.
Las tarjetas y el resto de los participantes de NJPW para los shows fueron lanzados el 13 de febrero. Los shows fueron programados para presentar tres luchas titulares. En el primer show, Los Ingobernables de Japón (Bushi, Evil & Sanada) defenderían el Campeonato en Parejas de Peso Abierto 6-Man NEVER contra Delirious, Jushin Thunder Liger y Tiger Mask. El segundo show vería a Hirooki Goto defender el Campeonato de Peso Abierto NEVER contra Punisher Martinez, mientras que Adam Cole defendería el Campeonato Mundial de ROH contra Yoshi-Hashi. El combate entre Cole y Yoshi-Hashi se estableció en un programa de NJPW el 5 de enero de 2017, cuando Yoshi-Hashi cubrió a Cole en una lucha de relevos.

## Resultados

### Día 1: 26 de febrero
En paréntesis se indica el tiempo de cada combate:
- David Finlay, Juice Robinson y Kushida derrotaron a Gedo, Jado and Silas Young (10:00).
  - Robinson cubrió a Gedo después de un «Pulp Friction».
- Los Ingobernables de Japón (Bushi, Evil & Sanada) (c) derrotaron a Delirious, Jushin Thunder Liger & Tiger Mask y retuvieron el Campeonato en Parejas de Peso Abierto 6-Man NEVER (10:34).
  - Sanada forzó a Delirious a rendirse con un «Dragon Sleeper».
  - Después de la lucha, Sanada atacó a Mask.
- Chaos (Hirooki Goto, Kazuchika Okada, Will Ospreay & Yoshi-Hashi) derrotaron a Bullet Club (Bad Luck Fale, Tama Tonga, Tanga Loa & Yujiro Takahashi) (11:05).
  - Hashi cubrió a Takahashi después de un «Karma».
- War Machine (Hanson & Raymond Rowe) derrotaron a The Young Bucks (Matt Jackson & Nick Jackson) (12:05).
  - Hanson y Rowe cubrieron a los Bucks después de un «Fallout».
  - El Campeonato Mundial en Parejas de ROH de The Young Bucks no estuvieron en juego.
- Hiromu Takahashi, Punisher Martinez y Tetsuya Naito derrotaron a Dalton Castle, Hiroshi Tanahashi y Ryusuke Taguchi (11:46).
  - Martinez cubrió a Castle después de un «South of Heaven».
- Jay Lethal y Katsuyori Shibata derrotan a Bullet Club (Cody & Hangman Page) (14:06).
  - Lethal cubrió a Page después de un «Lethal Injection».
- Bullet Club (Adam Cole & Kenny Omega) derrotan a The Briscoe Brothers (Jay Briscoe & Mark Briscoe) (22:00).
  - Cole cubrió a Mark después de un «Last Shoot».
  - Después de la lucha, Cole y Omega se dieron la mano en señal de respeto.

### Día 2: 27 de febrero
En paréntesis se indica el tiempo de cada combate:
- Jado y Silas Young derrotaron a David Finlay y Kushida (8:16).
  - Young cubrió a Finlay después de un «F your face in the TKO».
- Los Ingobernables de Japón (Bushi, Evil, Hiromu Takahashi, Sanada & Tetsuya Naito) derrotaron a Dalton Castle, Delirious, Jushin Thunder Liger, Ryusuke Taguchi y Tiger Mask (10:32).
  - Evil cubrió a Delirious después de un «EVIL STO».
- War Machine (Hanson & Raymond Rowe) derrotaron a Guerrillas of Destiny (Tama Tonga & Tanga Loa) (9:21).
  - Hanson cubrió a Tonga después de un «Fallout».
  - El Campeonato en Parejas de la IWGP de Guerrillas of Destiny no estuvieron en juego.
- Bullet Club (Bad Luck Fale, Hangman Page & Yujiro Takahashi) derrotaron a Hiroshi Tanahashi, Jay Lethal y Juice Robinson (9:10).
  - Page cubrió a Lethal después de un «The Adam's Apple».
- Hirooki Goto (c) derrotó a Punisher Martinez y retuvo el Campeonato de Peso Abierto NEVER (10:49).
  - Goto cubrió a Martinez después de un «GTR».
- Adam Cole (c) derrotó a Yoshi-Hashi y retuvo el Campeonato Mundial de ROH (16:28).
  - Cole cubrió a Hashi después de un «Last Shot».
- Bullet Club (Cody, Kenny Omega, Matt Jackson & Nick Jackson) derrotaron a Chaos (Jay Briscoe, Kazuchika Okada, Mark Briscoe & Will Ospreay) (20:16).
  - Cody cubrió a Ospreay después de un «Cross Rhodes».